# جزیره رچنایا ماتوگا
جزیره رچنایا ماتوگا (انگلیسی: Rechnaya Matuga Island) یک جزیره در استان ماگادان کشور روسیه است.